# David A. Thomas
David Allen Thomas Jr., ou simplesmente David A. Thomas, é um dublador que é possivelmente melhor conhecido por sua dublagem como os personagens The Sorrow no jogo Metal Gear Solid 3: Snake Eater/Metal Gear Solid 3: Subsistence e Echo em Red Faction. Ele iniciou a sua carreira em 1981 dublando um soldado em Othello.

## Papéis notáveis
- Teknoman — Blade/Nick Carter/Teknoman Blade
- Might and Magic: World of Xeen — Vozes adicionais
- Gabriel Knight 3: Blood of the Sacred, Blood of the Damned — Detetive Mosely
- Diablo 2 — Barbarian
- Freedom: First Resistance — Vickers/Pieter PK/Rodney
- Red Faction 2 — Echo
- Chaos Legion — The Old Man/Intelligencer
- Enter the Matrix — Vozes adicionais
- Lionheart — Vozes adicionais
- Freedom Fighters — Vozes adicionais
- Fight Club — Irvin
- Metal Gear Solid 3: Snake Eater — The Sorrow, Nikita Krushchev
- Metal Gear Solid 3: Subsistence — The Sorrow, Nikita Krushchev